# Jan Rohde
Jan Rohde, född 4 juli 1942 i New York i USA, död 9 oktober 2005 i Hägersten i Stockholm, var en norsk popsångare.
Rohde föddes i New York av norska föräldrar och flyttade som 13-åring till Norge med föräldrarna. Från 16 års ålder hade han hits med olika band som The Cool Cats. Han turnerade i Europa med tjejgruppen The Melody Sisters i början av 1960-talet. Senare bildades gruppen The Adventurers som senare blev omdöpt till The Wild Ones. Gruppen bestod främst av norska och svenska musiker, men slog stort även i Finland. Hela bandet, med Rohde som "popsångaren", medverkade i filmen Åsa-Nisse i popform 1964. Samma år spelade Jerry Williams in några låtar av Jan Rohde på skivan More Dynamite, och på hans Mr Dynamite Explodes Again från 1965 är Rohde med som musiker på några av låtarna. 
Efter lite stiltje i karriären blev Rohde under 1970-talet korad till "Skandinaviens rockkung" i svensk TV. Efter att ett tag ha hetat Jan Rohde & Grabbarna bytte bandet nu namn till Rohdes Rockers. Bandet lades ner 1979. 
Efter sin storhetstid gav Rohde ut några skivor till, och spelade ibland på nostalgigalor.

## Filmografi
- 1964 – Åsa-Nisse i popform
- 1972 – Swedish Wildcats